# Convento de San Francisco (Morón de la Frontera)
El antiguo convento franciscano del Santísimo Corpus Christi de Morón de la Frontera (Provincia de Sevilla, España) fue establecido en 1541 por don Juan Téllez Girón,
IV Conde de Ureña y I Duque de Osuna, responsable de numerosas fundaciones en sus territorios.
Este edificio ha sido importante para la historia de la localidad en los variados usos que ha tenido (además de convento, cuartel, escuela, casa de vecinos y actualmente iglesia parroquial y centro hospitalario). 
Levantado en el siglo XVI siguiendo el nuevo estilo renacentista, evidencia, por ejemplo en sus yeserías de distintos estilos y cronologías, las remodelaciones históricas que ha tenido.

## Descripción
Originariamente se situaba en las afueras del casco urbano, en una zona elevada, aunque con la expansión de la población, se convirtió en elemento aglutinante del barrio que preside.
En el exterior, el mayor interés reside en la portada de la iglesia, de mediados del siglo XVI, labrada en piedra caliza, que presenta vano de medio punto enmarcado por pilastras cajeadas. Sobre él corre un entablamento con inscripción inmaculadista y sobre este un frontón triangular con flameros en los vértices y en cuyo tímpano está tallado un escudo del convento del que se despliegan filacterias de líneas fuertemente onduladas.
El templo posee una sola nave dividida en siete tramos. En los dos más próximos a la entrada se levanta el coro sobre doble arquería de tres arcos que descansan en el centro en columnas toscanas. El sotocoro se decora con yeserías de motivos geométricos manieristas (cartabones, puntas de diamante...).
Los tramos de la nave se dividen por pilastras toscanas pareadas que soportan un entablamento con casetones y dentellones, desde el que arranca una bóveda de medio cañón con fajones y lunetos ciegos con decoración manierista de tipo geométrico.
Las capillas se adosaron con posterioridad a la construcción de la iglesia en el lado del Evangelio. La más cercana al presbiterio es la Capilla Sacramental a la que se accede por una reja de hierro forjado en la que figuran dos ángeles custodiando un cáliz con la Sagrada Forma y una inscripción alusiva a los promotores de su reedificación, concluida en 1731. En el interior, la cúpula se recubre de una profusa decoración vegetal muy carnosa.
La siguiente capilla se cubre también por cúpula sobre pechinas ornamentada con yeserías de tipo vegetal de notable volumen que incluyen cartelas con símbolos pasionarios, querubines, etc. En esta capilla hay un retablo de estípites labrado en el muro y policromado.
La capilla contigua se destina actualmente a almacén y presenta en la bóveda semiesférica pinturas con tarjas que enmarcan figuras de ángeles que portan símbolos de la orden franciscana.
En el lado de la Epístola se abre el claustro rodeado de galerías de arcos de medio punto sobre columnas toscanas que se levantan sobre un zócalo corrido.